# Mr. Majestyk
Mr. Majestyk (titlul original: în engleză Mr. Majestyk) este un film de acțiune american, realizat în 1974 de regizorul Richard Fleischer. Charles Bronson joacă rolul personajului principal, un fermier cultivator de pepeni verzi și veteran al războiului din Vietnam care intră în conflict cu gangsterii. Elmore Leonard, care a scris scenariul original al filmului, a luat numele Majestyk de la un personaj din romanul său polițist din 1969 The Big Bounce. Ultrior avea să scrie și romanizarea filmului.
Ceilalți protagoniști sunt actorii Al Lettieri, Linda Cristal și Lee Purcell.

## Rezumat
Vince Majestyk este un fost Ranger al Armatei SUA și veteran al Războiului din Vietnam, care acum deține o fermă de pepeni în Colorado. El trebuie să-și adune recolta pentru a salva ferma de la ruină și pentru a-și acoperi cheltuielile de întreținere.
Escrocul mărunt Bobby Kopas încearcă cu forța să-și amplaseze muncitorii necalificați la Majestyk, dar acesta îl dovedește și angajează câțiva muncitori migranți mexicani calificați, inclusiv pe Nancy Chavez, la care Majestyk îi place felul ei direct. Kopas denunță la poliție că Majestyk l-ar fi atacat, făcând să fie arestat și dus la închisoarea locală, împiedicându-l să-și adune recolta.
În închisoare, Majestyk îl întâlnește pe Frank Renda, un asasin notoriu cu care urmează să fie transferat într-o altă închisoare. În timpul transportului de deținuți, oamenii lui Renda încearcă să-l elibereze, dar nu reușesc. În încăierare, Majestyk reușește să pună mâna pe autobuz și să fugă cu Renda. Majestyk vrea să încheie o înțelegere cu șeriful și să-l readucă pe Renda la închisoare în schimbul eliberării sale provizorii ca să-și termine recoltarea pepenilor.
Renda îi oferă lui Majestyk o sumă mare de bani în schimbul eliberări, dar Majestyk refuză, ceea ce îl înfurie pe Renda. În drumul lor, Renda scapă și plănuiește să se răzbune pe Majestyk. Prietenii lui îi recomandă să fugă în Mexic, unde va fi ferit de urmărire penală, dar Renda este orbit de dorința lui de răzbunare și își stabilește reședința lângă ferma lui Majestyk, pentru a-l ucide.
Cu ajutorul incompetentului Bobby Kopas, Renda alungă mai întâi muncitorii lui Majestyk de la fermă și îi distruge o mare parte a recoltei. În felul acesta vrea să-i dea lui Majestyk o lecție dar acesta este acum înfuriat și decide să treacă el la atac. După ce ajutat de Nancy, a atras oamenii lui Renda în pustiu și i-a ucis unul câte unul, are loc o confruntare în refugiul lui Renda. Acum s-a întors roata: încolțit, durul Renda devine nesigur și se baricadează în casa sa. Majestyk îl împușcă la sfârșitul unui joc de-a șoarecele și pisica. Bobby Kopas supraviețuiește și este arestat de șeriful care sosește la fața locului.

## Distribuție
- Charles Bronson – Vince Majestyk
- Al Lettieri – Frank Renda
- Linda Cristal – Nancy Chavez
- Lee Purcell – Wiley
- Paul Koslo – Bobby Kopas
- Taylor Lacher – Gene Lundy
- Frank Maxwell – detectivul locotenent McAllen
- Alejandro Rey – Larry Mendoza
- Jordan Rhodes – deputatul Harold Richie
- Bert Santos – Julio Tomas
- Howard Beasley – Ron Malone
- Ken Bell – fotoreporterul
- Larry Cortinas – deținutul Chicano
- Richard Erdman – Dick Richard
- Alma Lawrentz – dna. Mendoza